# Gunzelin Schmid Noerr
Gunzelin Schmid Noerr (* 26. Juli 1947 in Percha (Starnberg)) ist ein deutscher Philosoph und emeritierter Hochschullehrer an der Hochschule Niederrhein in Mönchengladbach. Er ist der Sohn des Philosophen Friedrich Alfred Schmid Noerr.

## Leben
Schmid Noerr studierte Philosophie, Soziologie, Politikwissenschaft und Psychologie in München und Frankfurt am Main. Nach der Promotion im Jahr 1977 leitete er bis 1996 das Max-Horkheimer-Archiv der Stadt- und Universitätsbibliothek Frankfurt. Zwischen 1991 und 1998 arbeitete er als Privatdozent an der Universität Frankfurt a. M. Ab 1998 war er Professor an der Universität Frankfurt a. M., bereits seit 1992 hatte er Vertretungsprofessuren an den Universitäten Frankfurt a. M. und Dortmund und an der Fachhochschule Darmstadt inne. Seit 2002 ist Schmid Noerr Professor für Philosophie an der Hochschule Niederrhein, Mönchengladbach. 2015 wurde er emeritiert.
Schmid Noerr gilt als Experte für die Kritische Theorie. Zusammen mit Alfred Schmidt hat er im S. Fischer Verlag Max Horkheimers Gesammelte Schriften (19 Bände, 1985–1996) herausgegeben.

## Schriften (Auswahl)
- Sinnlichkeit und Herrschaft: zur Konzeptualisierung der inneren Natur bei Hegel und Freud. Königstein/Ts., Forum Academicum in d. Verlagsgruppe Athenaeum, Hain, Scriptor, Hanstein 1977 (Dissertation). ISBN 3-445-02121-X.
- Das Eingedenken der Natur im Subjekt: zur Dialektik von Vernunft und Natur in der Kritischen Theorie Horkheimers, Adornos und Marcuses. Wissenschaftliche Buchgesellschaft, Darmstadt 1990. ISBN 3-534-10694-6.
- Gesten aus Begriffen. Konstellationen der Kritischen Theorie. Fischer-Taschenbuch-Verlage, Frankfurt am Main 1997, ISBN 3-596-13632-6.
- Geschichte der Ethik. Reclam, Leipzig 2006, ISBN 3-379-20304-1; ISBN 978-3-379-20304-3.
- Ethik in der Sozialen Arbeit. W. Kohlhammer, Stuttgart 2012, ISBN 978-3-17-021138-4.
- als Hrsg. Eva-Maria Ziege: Zur Kritik der regressiven Vernunft. Beiträge zur „Dialektik der Aufklärung“. Springer VS, Wiesbaden 2019, ISBN 978-3-658-22410-3.